# NGC 3445
NGC 3445 est une galaxie spirale intermédiaire de type magellanique située dans la constellation de la Grande Ourse. NGC 3445 a été découverte par l'astronome germano-britannique William Herschel en 1793.

## Caractéristiques
La classe de luminosité de NGC 3445 est V et elle présente une large raie HI.

### Distance
Sa vitesse par rapport au fond diffus cosmologique est de 2 210 ± 11 km/s, ce qui correspond à une distance de Hubble de 32,6 ± 2,3 Mpc (∼106 millions d'al)
À ce jour, sept mesures non basées sur le décalage vers le rouge (redshift) donnent une distance de 22,643 ± 6,166 Mpc (∼73,9 millions d'al), ce qui est légèrement à l'extérieur des valeurs de la distance de Hubble. Notons cependant que c'est avec la valeur moyenne des mesures indépendantes, lorsqu'elles existent, que la base de données NASA/IPAC calcule le diamètre d'une galaxie et qu'en conséquence le diamètre de NGC 3445 pourrait être d'environ 16,1 kpc (∼52 500 al) si on utilisait la distance de Hubble pour le calculer.

## Galaxies en interaction
NGC 3445 figure dans l'atlas des galaxies particulières de Halton Arp sous la cote Arp 24. Arp ne fait aucune remarque sur cette galaxie, mais il indique qu'elle est dans le catalogue des galaxies en interaction Vorontsov-Velyaminov sous la désignation VV 14. 
Si l'on en juge sur l'image de l'étude SDSS, NGC 3445 forme probablement une paire de galaxies en interaction gravitationnelle avec la galaxie PGC 32784 (MCG 10-16-24, dans l'article de Garcia),. On voit un point de matière entre les deux galaxies. 

## Groupe de NGC 3445
NGC 3445 est la galaxie la plus brillante d'un groupe de galaxies qui porte son nom. Le groupe de NGC 3445 comprend au moins 3 autres galaxies : NGC 3440, NGC 3458 et MCG 10-16-24. Abraham Mahtessian mentionne aussi ce groupe dans un article parue en 1998, mais la galaxie MCG 10-16-24 n'y figure pas.